# Robert Ivers
Robert Ivers (Mudgee, 25 de abril de 1969) es un deportista australiano que compitió en judo. Ganó nueve medallas en el Campeonato de Oceanía de Judo entre los años 1988 y 2000.

## Palmarés internacional
| Campeonato de Oceanía | Campeonato de Oceanía      | Campeonato de Oceanía | Campeonato de Oceanía |
| Año                   | Lugar                      | Medalla               | Categoría             |
| --------------------- | -------------------------- | --------------------- | --------------------- |
| 1988                  | Sídney (Australia)         | Medalla de oro        | +95 kg                |
| 1990                  | Papeete (Francia)          | Medalla de bronce     | –86 kg                |
| 1990                  | Papeete (Francia)          | Medalla de bronce     | Abierta               |
| 1992                  | Wellington (Nueva Zelanda) | Medalla de bronce     | –86 kg                |
| 1992                  | Wellington (Nueva Zelanda) | Medalla de bronce     | Abierta               |
| 1994                  | Sídney (Australia)         | Medalla de bronce     | –86 kg                |
| 1996                  | Wellington (Nueva Zelanda) | Medalla de oro        | –95 kg                |
| 1998                  | Apia (Samoa)               | Medalla de oro        | –90 kg                |
| 2000                  | Sídney (Australia)         | Medalla de plata      | –90 kg                |